# Zoey Stark
Theresa Serrano (Salt Lake City, 25 de janeiro de 1994) é uma lutadora profissional americana. Ela trabalha atualmente para a WWE, onde se apresenta na marca Raw sob o nome de ringue Zoey Stark e é membro do grupo Pure Fusion Collective. Ela é uma ex-campeã de duplas femininas do NXT, tendo conquistado o título uma vez.

## Carreira na luta livre profissional

### Circuito independente (2013–2021)
Em 8 de junho de 2013, Serrano fez sua estreia na Vendetta Pro Wrestling, perdendo para Hudson Envy. Em 16 de novembro de 2013, ela competiu sob o nome de Lacey Ryan e venceu sua primeira luta contra Larry Butabi. Durante esse período, ela também conquistou o UCW-Zero Ultra-X Championship, mantendo-o até 25 de janeiro de 2014, quando o perdeu para The Durango Kid. Em 22 de março, ela fez sua última luta de wrestling por um tempo. Ryan celebrou seu retorno em 16 de agosto de 2018, competindo contra Thunder Rosa, mas a luta terminou sem resultado. Em 23 de maio de 2019, ela lutou contra Alex Gracia sob o nome de Serrano, conseguindo a vitória. Em 29 de setembro, ela conquistou o FSW Women's Championship, derrotando Taya Valkyrie pelo título. Ryan manteve o título até 20 de novembro de 2020, quando o perdeu para Mazzerati.

### WWE (2021–presente)

#### NXT (2021–2023)
Em 20 de janeiro de 2021, foi anunciado que Serrano havia assinado um contrato com a WWE. No episódio de 29 de janeiro do 205 Live, Serrano, agora renomeada como Zoey Stark, fez sua estreia como parceira de equipe de Marina Shafir no torneio Women's Dusty Rhodes Tag Team Classic, perdendo para Ember Moon e Shotzi Blackheart na primeira rodada. No episódio de 17 de fevereiro do NXT, ela fez sua estreia no NXT, derrotando Valentina Feroz. No episódio de 24 de fevereiro do NXT, perdeu para a campeã feminina do NXT, Io Shirai, em uma luta sem o título em jogo. Após a luta, Shirai abraçou Stark, estabelecendo-a como face. No NXT TakeOver: Stand & Deliver, Stark derrotou Toni Storm. No The Great American Bash, Stark e Shirai derrotaram The Way (Candice LeRae e Indi Hartwell) para conquistarem o Campeonato de Duplas Femininas do NXT. Elas perderam os títulos para a Toxic Attraction (Gigi Dolin e Jacy Jayne) no Halloween Havoc em uma luta triple threat de escadas Scareway To Hell, que também envolveu Indi Hartwell e Persia Pirotta. No episódio de 2 de novembro do NXT, Stark foi atacada nos bastidores por Jayne e Dolin. Isso foi usado para retirá-la da televisão, pois ela sofreu uma lesão legítima no joelho (uma ruptura do LCA, LCM e menisco) no Halloween Havoc, que exigiu cirurgia.
No episódio do NXT em 19 de julho de 2022, Stark retornou de sua lesão na battle royal de 20 mulheres pelo direito de lutar pelo Campeonato Feminino do NXT, saindo vitoriosa. No episódio de 8 de novembro do NXT, Stark e Nikkita Lyons não conseguiram conquistar o Campeonato de Duplas Femininas do NXT contra Kayden Carter e Katana Chance. Após a luta, Stark atacou Lyons, virando heel pela primeira vez em sua carreira na WWE. No Royal Rumble, em 28 de janeiro de 2023, Stark participou de sua primeira luta Royal Rumble, entrando como número 13 e permanecendo por 26 minutos, sem conseguir nenhuma eliminação antes de ser eliminada por Sonya Deville.

#### Raw (2023–presente)
Como parte do Draft da WWE de 2023, Stark foi draftada para o marca Raw. No episódio de 8 de maio do Raw, Stark fez sua estreia no plantel principal, derrotando Nikki Cross. No Night of Champions, Stark ajudou Trish Stratus a vencer Becky Lynch, se aliando a Stratus nesse processo. No episódio de 5 de junho do Raw, Stark derrotou Natalya para se qualificar para a luta feminina do Money in the Bank. No Money in the Bank, Stark trabalhou com Stratus durante a luta para evitar que Lynch vencesse, incluindo uma tentativa frustrada de imobilizar Lynch com algemas. Stratus, Stark e Lynch foram derrotadas quando a ex-parceira de Stark, Iyo Sky, capturou a maleta do Money in the Bank. Stark, acompanhada por Stratus, lutou sua primeira luta principal no plantel principal no episódio de 28 de agosto do Raw em uma luta falls count anywhere contra Lynch. Stark atingiu acidentalmente Stratus através de uma mesa, permitindo que Lynch colocasse Stark em outra mesa para vencer a luta. No Payback, Stark ajudou Stratus em uma luta steel cage contra Lynch, mas o esforço foi em vão. Stark então terminou sua aliança com Stratus após Stratus lhe dar um tapa e a insultar depois da luta, o que levou Stark a atacar Stratus em retaliação.
No episódio de 4 de setembro do Raw, Stark perdeu para Shayna Baszler por submissão, após desmaiar com o Kirifuda Clutch de Baszler. Após a luta, Baszler elogiou a resistência de Stark. Na semana seguinte, Stark correu para ajudar Baszler quando ela foi atacada por Chelsea Green e Piper Niven após sua luta contra Green. No Crown Jewel, Stark não conseguiu vencer o Campeonato Mundial Feminino de Rhea Ripley em uma luta fatal-five way que também envolveu Raquel Rodriguez, Nia Jax e Baszler, que Ripley conseguiu vencer para reter o título. No episódio seguinte do Raw, Stark ganhou uma battle royal por uma luta pelo Campeonato Mundial Feminino contra Ripley no Survivor Series: WarGames, em 25 de novembro, mas não conseguiu conquistar o título. No Raw: Day 1, em 1º de janeiro de 2024, Stark se juntou a Baszler pela primeira vez e derrotou Tegan Nox e Natalya, tornando-se as desafiantes número 1 ao Campeonato de Duplas Femininas da WWE. No episódio de 6 de maio do Raw, Stark competiu no torneio torneio Queen of the Ring, onde derrotou Ivy Nile na primeira rodada, mas perdeu para Lyra Valkyria nas quartas de final na semana seguinte. No episódio de 8 de julho do Raw, Stark e Baszler se aliaram a  Sonya Deville, após semanas recusando a oferta dela, se tornando heel e mais tarde chamando a si mesmas de Pure Fusion Collective.

## Outras mídias
Serrano, como Zoey Stark, fez sua estreia em videogames como personagem jogável no WWE 2K23.

## Vida pessoal
Serrano está em um relacionamento de longo prazo com o lutador profissional, ator e instrutor de wrestling Thomas Merrett Howard, que é conhecido pelo nome de ringue Tom Howard.

## Títulos e prêmios
- Future Stars Of Wrestling
  - FSW Women's Championship (1 vez)[35][36][37]
- Pro Wrestling Illustrated
  - PWI a colocou na #86ª posição das 150 melhores lutadoras individuais no PWI Women's 150 em 2021[38]
- Ultra Championship Wrestling-Zero
  - UCW-Zero Ultra-X Championship (2 vezes)[39]
- WWE
  - Campeonato de Duplas Femininas do NXT (1 vez) – com Io Shirai[40]